# Брин, Росс
Росс Брин (англ. Ross Breen; род. 13 октября 1961, Летбридж) — канадский регбист, выступавший на позиции пропа.

## Игровая карьера
На клубном уровне представлял команду «Мералома», играл за команду Британской Колумбии. За сборную Канады сыграл всего два матча: 15 октября 1983 года против второй сборной Англии (Англия XV) в Лондоне на «Туикенеме» и 14 ноября 1987 года против США в Виктории. Был в заявке на чемпионат мира 1987 года, но не сыграл ни одного матча.